# Franc suisse
Pour les articles homonymes, voir Franc.
Le franc suisse (en alémanique : Schweizer Franken ; en italien : franco svizzero ; en romanche : franc svizzer), ou franc sans autre précision lorsqu'il n'y a pas ambiguïté, est la monnaie de la Suisse depuis 1850, et du Liechtenstein depuis 1919.
Il est composé de 100 centimes. Son code ISO 4217, utilisé par les banques et les institutions financières est CHF : « CH » pour Suisse selon la norme ISO 3166 (« CH » provient de confoederatio helvetica en latin) et la lettre F pour franc.
Pour l'affichage des prix en Suisse, trois abréviations sont admises : « CHF », « Fr. » et « fr. ». D'autres abréviations ont été ou sont utilisées comme « SFr. », « Sfr. », « FrS. » mais elles ne sont pas officiellement admises comme indications correctes des prix par le Secrétariat d'État à l'économie. L'abréviation est parfois placée devant la valeur en chiffre ; quand le prix d'un bien ou d'un service ne comporte pas de centime l’éventuel « .00 » est remplacé par « .- » (par exemple « trois francs suisses » s'écrira généralement « CHF 3.- » ou « Fr. 3.- ».
C'est la Loi fédérale sur l'unité monétaire et les moyens de paiement (LUMPP) du 22 décembre 1999 qui définit le franc comme unité monétaire de la Suisse (Art. 1) et qui définit les moyens ayant cours légal (Art. 2), soit :
- les espèces métalliques émises par la Confédération ;
- les billets de banque émis par la Banque nationale suisse ;
- les avoirs à vue en francs auprès de la Banque nationale suisse.

## Histoire monétaire

### Avant l'institution du franc de Suisse
À partir du XIIIe siècle, la Suisse se compose progressivement par agrégation de villes, cantons, territoires voisins qui conservent souvent leur statut initial longtemps après leur adhésion.
L’ancienne Confédération possédait une grande diversité de systèmes monétaires et d’échelles de valeur correspondantes. Sous l’Ancien Régime, chacun des treize cantons – à l’exception d’Appenzell Rhodes-Extérieures – disposait de ses propres ateliers monétaires. On pouvait de plus payer avec des pièces étrangères dans de nombreux lieux de Suisse et dès le Moyen Âge, quantité d’évêchés, de principautés abbatiales, de duchés ou de comtés avaient obtenu le droit de battre monnaie.
La batz est frappé pour la première fois à Berne en 1492, et le thaler, à partir de 1493.
Jusqu'à la fin du XVIIIe siècle, il n'y a aucune véritable unité financière. De ce fait, le chacun pour soi en matière monétaire règne jusqu'à l'établissement de la République helvétique en 1798, qui impose le franc de Suisse à l'ensemble du territoire d'alors.

### Débuts de l'unité monétaire
Après l'Acte de Médiation de 1803, le système monétaire redevient éclaté, chaque canton suisse disposant de nouveau de sa propre monnaie.
En 1825, plusieurs cantons (Argovie, Bâle, Berne, Fribourg, Soleure et Vaud) forment un concordat monétaire pour unifier les types et la valeur des pièces dans ces cantons.
En 1848, après la guerre du Sonderbund, la nouvelle constitution, qui fonde l'État fédéral moderne, attribue le monopole de la monnaie à la Confédération dans son article 36. Les partisans du franc et du florin s’affrontent une dernière fois en 1849, et le parlement opte en 1850 pour le franc argent divisé en 100 centimes. Quelque 66 millions d’anciennes pièces de 319 variétés sont alors retirées entre août 1851 et août 1852. Les premières pièces en franc suisse sont frappées dès 1850, remplaçant toutes les différentes monnaies cantonales alors en circulation. Sa valeur initiale est à parité avec le franc français (franc germinal). L'ordonnance du 16 janvier 1852 précise que les pièces françaises, italiennes et belges sont équivalentes aux pièces suisses. Les cantons germanophones cessent d'accepter les monnaies des États allemands.

### Une monnaie stable
Entre 1865 et 1926 — dans les faits, jusqu'aux débuts de la Première Guerre mondiale —, l'Union monétaire latine lie, à taux de change similaire, le franc suisse, le franc français, la lire italienne, le franc belge, et, à partir de 1868, la drachme grecque, qui peuvent être officiellement utilisés dans chacun de ces cinq pays qui produisent dès lors des formats de pièces de monnaie équivalents en termes de poids et d'alliage, suivant l'étalon-or. 
À l'abolition de l'union douanière et monétaire avec l'Autriche, en 1919, le Liechtenstein adopte le franc suisse comme monnaie officielle.
Les billets de banque étaient, dès 1825, dans un premier temps, émis par des banques cantonales. En 1907, la Banque nationale suisse obtient le monopole pour la fabrication des billets. À la fin des années soixante, la Banque nationale suisse repense complètement sa politique en matière de conception et de fabrication des billets de banque. Pour la première fois, elle assume à elle seule la direction du projet, de la planification à la réalisation, en collaboration avec des graphistes, des imprimeurs, des fabricants de papier et des producteurs d'encre et de machines.
Les pièces en or furent de facto mises hors cours le 26 septembre 1936, date de la première et unique dévaluation du franc suisse : le Conseil fédéral ramène le poids du franc de 0,290032 g d'or fin à une quantité à choisir entre 0,190 et 0,215 g. La valeur métal étant plus élevée que la valeur faciale, ces pièces furent rapidement thésaurisées. Avec l'entrée en guerre, la solidité du franc lui permet d'acquérir le rôle de monnaie-refuge et de moyen de paiement international.

### Le franc depuis 2000

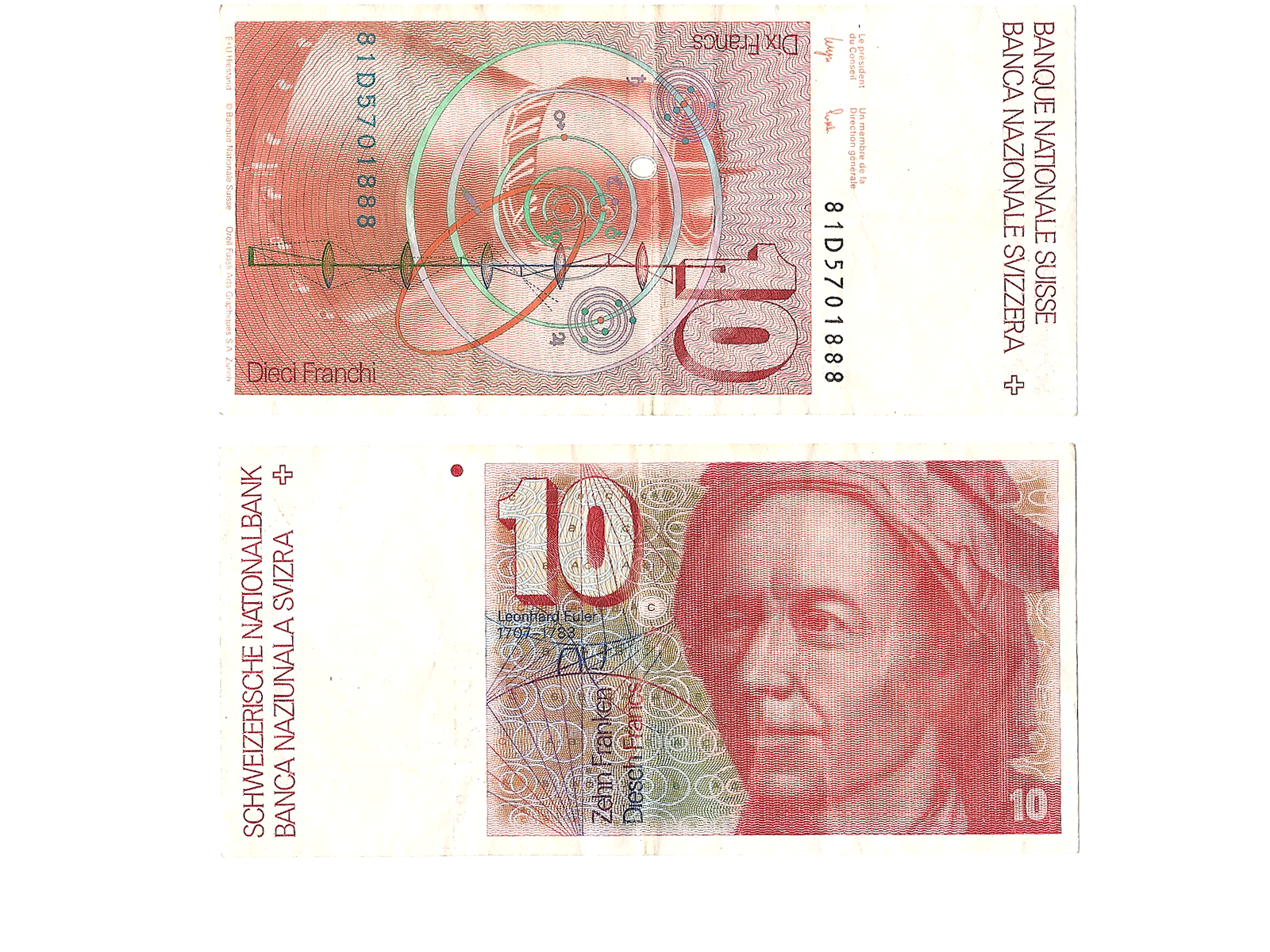
Billet de 10 francs (recto et verso) de la 6e série de la BNS introduite en 1976
(mise en circulation de la coupure en 1979 ; retrait en 2000).

À la suite de la votation populaire du 18 avril 1999 portant sur une nouvelle Constitution, la couverture or du franc suisse, jusqu’alors de 40 % au prix officiel de 4 595 francs par kilogramme d'or pur, est abandonnée. Ce changement entre en vigueur le 1er janvier 2000.
Début octobre 2014, il est annoncé que la mise en circulation de nouveaux billets de banque ne devrait pas intervenir avant 2016.
La neuvième série de billets, dont le graphisme a été conçu par Manuela Pfrunder commence sa mise en circulation le 12 avril 2016 avec la distribution du billet de 50 CHF. Cette série sera mise en circulation par étapes. Le deuxième billet à prendre court légal est celui de 20 CHF, qui entre en vigueur le 17 mai 2017, suivi par celui de 10 CHF le 18 octobre 2017, 200 CHF le 22 août 2018, 1 000 CHF le 13 mars 2019, 100 CHF le 12 septembre 2019.

## Langues
Le franc suisse est appelé dans les autres langues nationales suisses, autres que le français : Schweizer Franken en allemand, franco svizzero en italien et franc svizzer en romanche. Les centimes sont appelés Rappen (RP.) en allemand, centesimi (c.) en italien et rap (rp.) en romanche.
Les pièces de 5, 10 et 20 centimes portent le texte latin « CONFŒDERATIO HELVETICA » et la valeur « 5 », « 10 » et « 20 » respectivement. Les pièces de 50 centimes, 1 franc et 2 francs portent le texte latin « HELVETIA » et la valeur « ½ Fr. », « 1 Fr. » et « 2 Fr. » respectivement. La pièce de 5 francs porte les textes latins « CONFŒDERATIO HELVETICA » et « DOMINUS PROVIDEBIT » et la valeur « 5 FR. »
Les billets portent des textes dans les quatre langues nationales suisses.

## Politique monétaire de la Banque nationale suisse
Le marché de l'Union européenne joue un rôle très important pour l'économie de la Suisse et l'introduction de l'euro conduit la Banque nationale suisse (BNS) à adapter sa politique en fonction de l'évolution de l'euro pour soutenir l'économie suisse.
De 1999 à 2010, la valeur en euro du franc suisse est restée dans une fourchette de 0,60 à 0,70 € pour un franc puis elle a progressivement monté pour dépasser la parité en 2022. 
À la suite de cette augmentation du cours du franc suisse par rapport aux principales monnaies mondiales, la BNS fixe le 6 septembre 2011 un cours plancher de 1,20 franc pour un euro, ceci afin de protéger l'économie suisse des effets du franc fort. Ce taux de change est défendu par la BNS à plusieurs reprises jusqu'au 15 janvier 2015 où cette dernière annonce que cette limite est abolie. D'après le think tank Avenir Suisse : « l’abandon du taux plancher était inévitable dans le contexte européen volatil – c’était la seule option économiquement sensée pour la banque centrale ».
Peu après l'annonce, le franc se retrouve de nouveau à quasi parité avec l'euro, mais le taux de change remonte rapidement puis oscille entre 1,05 et 1,10 entre 2015 et mi 2017. Les efforts de la BNS pour stabiliser les taux de change donnent lieu à une importante inflation monétaire. Ainsi, la quantité de francs physiquement imprimés sous forme de billets fait plus que doubler entre janvier 2000 et septembre 2015 ; la « monnaie centrale » (billets et comptes de virement) est quant à elle multipliée par 12,9 sur la même période.
Le franc suisse dépasse l'euro en termes de valeur à partir de 2022.

### Pièces de monnaie
Les pièces de monnaie suisses circulantes de 5 et 10 centimes depuis 1879, celles de  20 centimes depuis 1881, ainsi que celles de  ½, 1, et 2 Fr. depuis 1874 ont la particularité, unique au monde, de n'avoir pas changé de type, conservant les mêmes motifs et diamètres depuis leurs créations.